# Ectenognathus
Ectenognathus is een geslacht van kevers uit de familie van de loopkevers (Carabidae). De wetenschappelijke naam van het geslacht is voor het eerst geldig gepubliceerd in 1958 door Murray.

## Soorten
Het geslacht Ectenognathus is monotypisch en omvat slechts de volgende soort:
- Ectenognathus dryptoides Murray, 1858